# 查韦尔河
查韦尔河（River Cherwell）是英国泰晤士河的一条支流，发源于北安普敦郡赫尔利顿附近，长40英里（64），在牛津郡牛津汇入泰晤士河。
流域面积943平方（364平方英里），按平均流量计算是泰晤士河第二大支流，仅次于肯尼特河。